# Nouveau Riche
Nouveau Riche is een Nederlands hiphopcollectief. Er worden in wisselende bezettingen en als solo-uitvoering Nederlandstalige en Engelstalige nummers gemaakt. Nouveau Riche won in 2011 de State Award voor beste groep. De groep brengt platen uit op een eigen gelijknamig platenlabel, Nouveau Riche Music.

## Platenlabel
Nouveau Riche Music werd in 2008 opgericht door Boaz van de Beatz en ging in juli 2010 een samenwerking aan met AT Publishing, het managementbedrijf van Edwin Jansen. Op 10 juni 2011 kwam een verzamelalbum van de crew van Nouveau Riche Music uit met invloeden van dubstep, grime en house. Later werd het platenlabel onder Cloud 9 Music voortgezet. Hier heeft Nouveau Riche Music voortbestaan totdat het volledig onafhankelijk werd.

## Artiesten
- Boaz van de Beatz
- Mr Polska
- Leo
- Digitzz
- Stepherd
- Jebroer
- NoizBoiz (muziek-collectief)
- Skinto
- Ronnie Flex
- Kid de Blits
- Rät N FrikK
- Abel de Jong
- Kalibwoy
- Le Boy
- Junglebae
- VLIEN BOY
- AMY MIYÚ
- Finesselande

## Albums
Het eerste officiële album dat op het label verscheen heet Alziend Oor en verscheen op 10 juni 2011. Het album bestaat uit 14 nummers van onder andere Mr. Polska, Jebroer, Leo, Steph en Digitzz. Op 18 juni 2011 kwam het album op nummer 40 binnen in de Nederlandse Album Top 100 en stond er een week in. In de hiphoptop 5 van platenwinkel Concerto stond de plaat op 2. Op 9 juli zongen de rappers enkele nummers van het album live bij Nachtegiel en een week later in een zomersessie van 101Barz. Op 21 oktober 2011 kwam Mr. Polska's eerste ep uit, getiteld De Boswachter EP. Op 2 maart 2012 kwam Mr. Polska's eerste album uit, getiteld "Waardevolle Gezelligheid". Op 3 oktober 2013 kwam Jebroers eerste ep "Broederschap" uit. Naast de albums en ep's hieronder zijn er ook nog losse tracks uitgebracht. 

### Tracklist Alziend Oor

#### NederlandseAlbum Top 100
| Hitnotering: 18-06-2011 | Hitnotering: 18-06-2011 | Hitnotering: 18-06-2011 |
| Week:                   | 1                       |                         |
| ----------------------- | ----------------------- | ----------------------- |
| Positie:                | 40                      | Uit                     |